# Edward Borowski (chemik)
Edward Borowski (ur. 10 stycznia 1928 w Wilnie, zm. 17 sierpnia 2016 w Gdańsku) – profesor zwyczajny Politechniki Gdańskiej, specjalista z chemii i biochemii molekularnej, technologii leków.

## Życiorys
Urodził się 10 stycznia 1928 roku w Wilnie, w nauczycielskiej rodzinie Wacława (1888–1961) i Bronisławy (1896–1974). Do wybuchu II wojny światowej ukończył I klasę Gimnazjum oo. Jezuitów w Wilnie. W latach 1943–1944 pracował w fabryce obuwia. W lutym 1945 roku został repatriowany do Polski, w czerwcu tr. zdał maturę w III Państwowym Gimnazjum im. Królowej Jadwigi w Siedlcach. Pracował w Biurze Odbudowy Portu, równocześnie studiując na Wydziale Chemicznym Politechniki Gdańskiej, który ukończył w marcu 1950 roku z tytułem magistra inżyniera chemika, o specjalności lekka synteza organiczna. 13 marca 1954 roku uzyskał doktorat z chemii na Wydziale Chemicznym Politechniki Gdańskiej. Od 1957 roku zatrudniony był na stanowisku docenta. 9 października 1968 roku otrzymał tytuł profesora nadzwyczajnego. Od 1 listopada 1992 roku na stanowisku profesora zwyczajnego.
Zmarł w Gdańsku, pochowany 24 sierpnia 2016 roku na cmentarzu Oliwskim (kwatera 7-C-21).

## Działalność zawodowa, dydaktyczna i organizacyjna
Na Politechnice Gdańskiej pracował w latach 1949–2009. Na Wydziale Chemicznym PG pełnił funkcje: w latach 1962–1968 kierownika Zakładu Biochemii w Katedrze Chemii Organicznej, w latach 1966–1969 kierownika Katedry Technologii Leków i Biochemii, w latach 1969–1991 kierownika Zakładu Technologii Leków i Biochemii, w latach 1970–1973 wicedyrektora Instytutu Chemii i Technologii Organicznej, w latach 1974–1979 dyrektora Instytutu Chemii i Technologii Organicznej, w latach 1991–1998 kierownika Katedry Technologii Leków i Biochemii. W latach 1966–1971 był kierownikiem, pierwszego na Wydziale Chemicznym Politechniki Gdańskiej, Studium Doktoranckiego „Chemia i Technologia Związków Biologicznie Czynnych”. Na emeryturę przeszedł w 1998 roku.
Stworzył międzynarodową szkołę naukową w dziedzinie chemii strukturalnej i antybiotyków, racjonalnego projektowania chemoterapeutyków. Był twórcą i odkrywcą nowych substancji o dzianiu przeciwnowotworowym i przeciwgrzybowym m.in. antybiotyku tetainy oraz edeiny, leku przeciwnowotworowego Novantron.
Był autorem i współautorem ponad 730 publikacji, współtwórcą 65 patentów polskich i zagranicznych. Był promotorem 50 doktorów. W 2001 roku został promotorem doktoratu honorowego prof. Wacława Szybalskiego na Politechnice Gdańskiej.
W latach 1950–1951 był nauczycielem fizyki w Liceum Felczerskim w Gdańsku. W latach 1952–1957 pełnił funkcję kierownika Oddziału Biochemii w Instytucie Medycyny Morskiej i Tropikalnej w Gdańsku.
W latach 1971–1973 był członkiem periodyku naukowego „Antimicrobial Agents and Chemotherapy” wydawanego w Stanach Zjednoczonych.
W latach 1964–1965 Członek Komisji Problemowej Mikrobiologii Przemysłowej Komitetu Nauki i Techniki, w latach 1966–1972 Komisji Mikrobiologii Przemysłowej Polskiej Akademii Nauk, był członkiem Komitetu Nauk o Leku Polskiej Akademii Nauk. Należał do Polskiego Towarzystwa Chemicznego, Gdańskiego Towarzystwa Naukowego. Był członkiem Rady Naukowej Instytutu Antybiotyków w Warszawie w latach 1962–1975, Rady Naukowej Instytutu Chemii Organicznej Polskiej Akademii Nauk w latach 1962–1975, Rady Naukowej Instytutu Oceanologii Polskiej Akademii Nauk w Sopocie w latach 1972–1983.
Należał do założycieli Towarzystwa Miłośników Wilna i Ziemi Wileńskiej okręgu Pomorskiego w Gdańsku, w latach 1988–2015 był jego pierwszym prezesem.

## Ordery i odznaczenia
- Krzyż Komandorski Orderu Odrodzenia Polski (2001)
- Krzyż Kawalerski Orderu Odrodzenia Polski (1973)
- Złoty Medal za Długoletnią Służbę (2010)
- Medal Księcia Mściwoja II (1999)[4]
- Medal za Zasługi dla Politechniki Gdańskiej (2010)

Źródło:.

## Nagrody i wyróżnienia
- Nagroda Naukowa Miasta Gdańska im. Jana Heweliusza (1988)[5]
- Nagroda Prezydenta Miasta Gdańska w Dziedzinie Kultury z okazji jubileuszu 25-lecia Oddziału Pomorskiego Towarzystwa Miłośników Wilna i Ziemi Wileńskiej (2014)[6]
- Profesor Emeritus Politechniki Gdańskiej (2014)[1][7]